# Klaus Feldt
Klaus Feldt (14 de abril de 1912 - 7 de setembro de 2010) foi um oficial alemão que serviu no Deutsches Heer durante a Segunda Guerra Mundial. Foi condecorado com a Cruz de Cavaleiro da Cruz de Ferro com Folhas de Carvalho.

## Condecorações
| Cruz de Ferro (1939) 2ª Classe                                   | 16 de novembro de 1939 |
| Cruz de Ferro (1939) 1ª Classe                                   | 28 de abril de 1940    |
| Cruz Espanhola com Espadas em Bronze                             | 6 de junho de 1939     |
| Medalha Memel                                                    | 26 de outubro de 1939  |
| Medalha dos Sudetos                                              | 20 de dezembro de 1939 |
| Distintivo de Guerra Caça-Minas                                  | 1940                   |
| Distintivo de Feridos em Preto                                   | 27 de junho de 1941    |
| Cruz de Cavaleiro da Cruz de Ferro                               | 25 de abril de 1941    |
| Cruz de Cavaleiro da Cruz de Ferro com Folhas de Carvalho nº 362 | 1 de janeiro de 1944   |
| Schnellbootkriegsabzeichen com Diamantes                         | 19 de dezembro de 1941 |
| Ordem da Cruz da Liberdade Finlandesa 4ª Classe                  | 5 de dezembro de 1942  |
| Mencionado na Wehrmachtbericht                                   | 18 de abril de 1941    |